# Sirpus gordonae
Sirpus gordonae is een krabbensoort uit de familie van de Pirimelidae. De wetenschappelijke naam van de soort is voor het eerst geldig gepubliceerd in 1981 door Manning & Holthuis.